# Ruhrbrücke Kemnader Straße

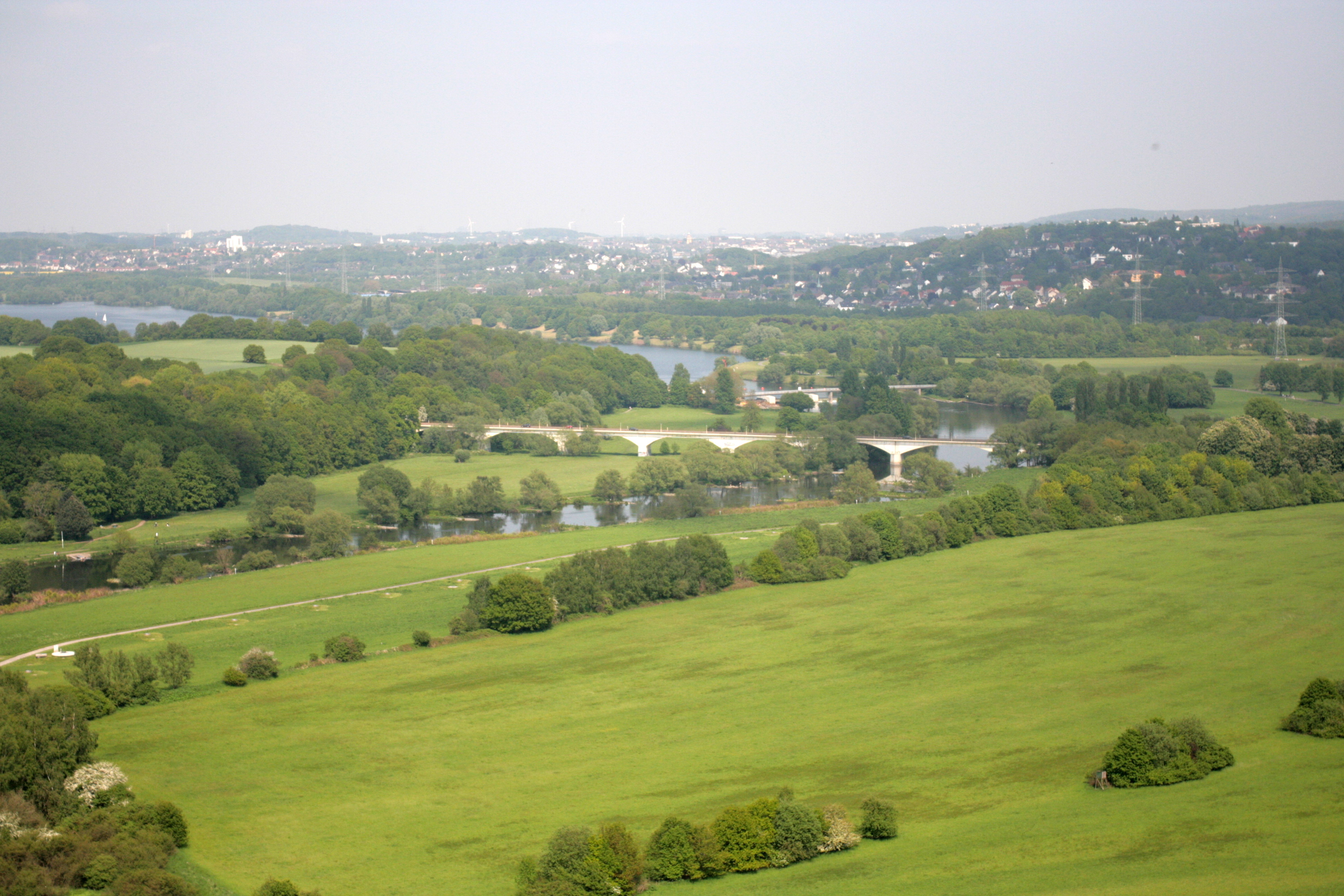
Blick auf die Brücke von Burg Blankenstein, 2010.

Die Ruhrbrücke Kemnader Straße ist eine Brücke, die vom Bochumer Stadtteil Stiepel zum Haus Kemnade in Hattingen die Ruhr überquert. 
An der Stelle gab es eine Furt und weiter flussabwärts auch eine Personenfähre, die noch bis 1960 verkehrte. Die erste Brücke wurde am 18. Juni 1928 eingeweiht; sie wurde am 11. April 1945 von der Wehrmacht zerstört. Die neue Brücke wurde am 26. Mai 1950 eingeweiht.

## Ruhrumflutbrücke (Pleßbachbrücke)

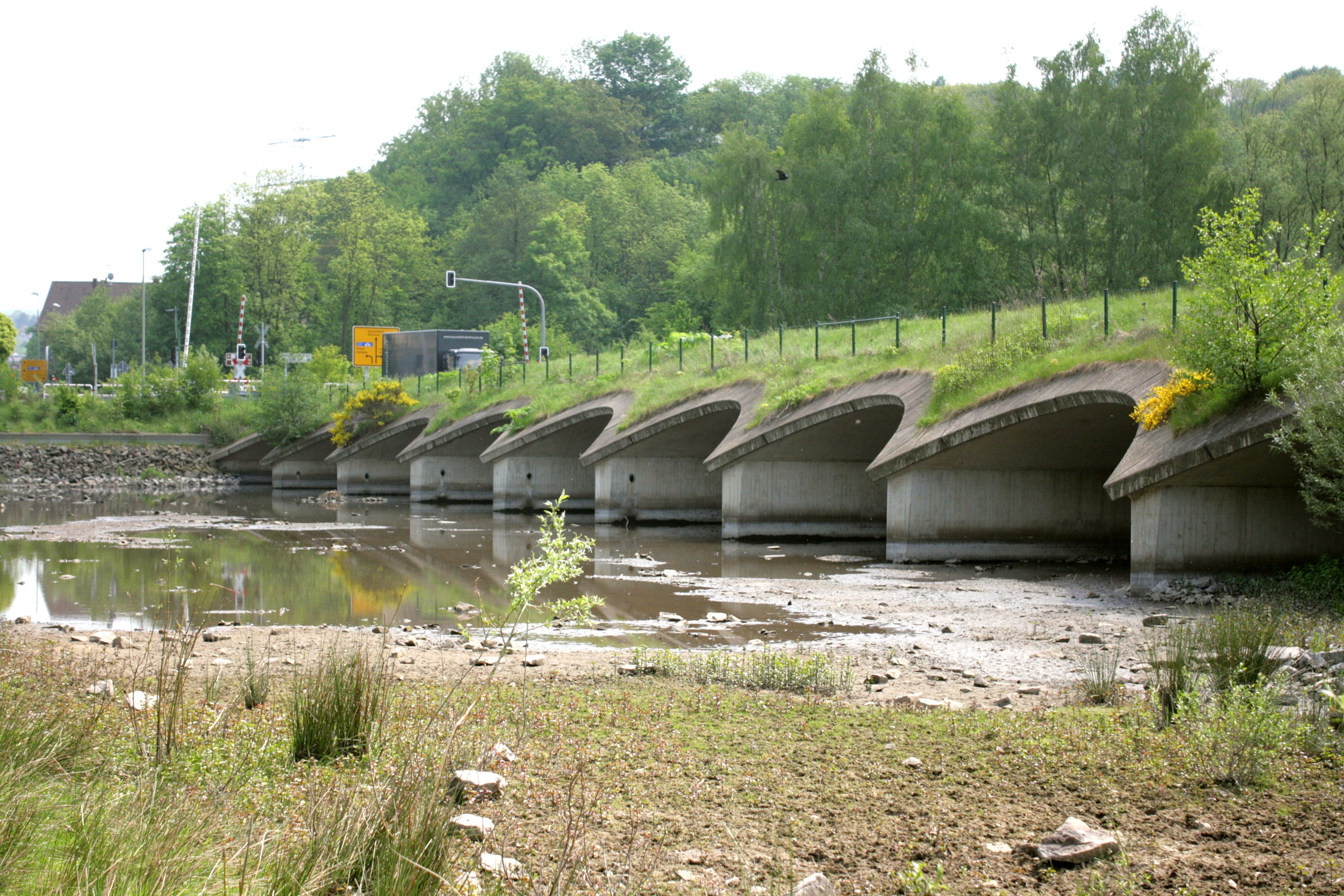
Pleßbachbrücke

Zur Brücke gehört noch ein zweites Brückenbauwerk weiter südlich. Die Ruhrumflutbrücke überquert in zwölf Bögen einen Altarm der Ruhr zwischen Haus Kemnade und der Ruhrtalbahn an der Straßenkreuzung bei Steinenhaus. Sie überquert den Pleßbach. Die aktuelle Brücke wurde von 1999 bis 2002 fertig gestellt. Von der Kreuzung führen Straßen entlang der Ruhr nach Herbede, durch das Hammertal nach Sprockhövel und den Katzenstein entlang nach Blankenstein.